# كليلة ودمنة (النسخة القشتالية)

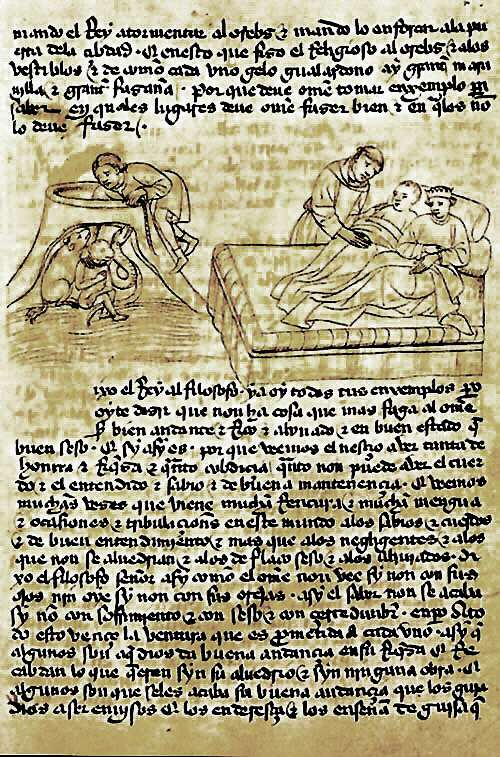
مخطوطة كليلة ودمنة بالقشتالية.

كليلة ودمنة (بالقشتالية: Calila e Dimna) و(بالإسبانية: Calila y Dimna)‏ عبارة عن مجموعة من القصص التي كُتبت بالقشتالية سنة 1251م مترجمة من كتاب كليلة ودمنة بأمر من ألفونسو العاشر عندما كان لا يزال أميراً.

## المحتوى
المحتوى هو ترجمة من النص العربي كليلة ودمنة لعبد الله بن المقفع الذي بدوره قام بترجمته إلى العربية في القرن الثامن عن الكتاب الهندي بنجاتنترا الذي يعود إلى سنة 300 م تقريباً. وقد تمت ترجمته إلى الفهلوية سنة 570 ولاحقاً إلى السريانية. يعتبر الكتاب أكثر عمل أدبي ارتبط بألفونسو العاشر.

## عن النسخة
وصل الكتاب من خلال مخطوطتين عُرفتا بمخطوطة أ ومخطوطة ب. في الجزء الأخير من المخطوطة الأولى (التي تعود إلى الثلث الأول من القرن الخامس عشر) يذكر بأن الكتاب «ترجم من العربية إلى اللاتينية، وفي وقت لاحق تمت رومنته بأمر من دون ألفونسو سنة 1261». إلا أن محتوى النسخة الإسبانية قريب جداً من النص العربي، والتي كان من الممكن أن يتم تعديل أو الاستغناء عن بعض النصوص عند الترجمة من العربية إلى اللاتينية. حقيقة أن ألفونسو يسمى «إنفانتي» (والذي توج سنة 1252) يعمل على تحديد موعد التكوين ليكون سنة 1251، وهو الأمر الذي من شأنه تحويل الكتاب إلى أول عمل نثر في مجال الخيال كتب في شبه الجزيرة الإيبيرية.

## وصلات خارجية
- (بالإسبانية) النص الكامل.
- (بالإسبانية) أطروحة الدكتوراه التي تحتوي على النسخ وتحليل المخطوطتين.
- (بالإنجليزية) جورج غريغوري: كليلة ودمنة ورحلتها إلى الآداب العالمية.